# Order Vasco Núñeza de Balboa
Order Vasco Núñeza de Balboa (hiszp. Orden de Vasco Núñez de Balboa) – panamskie, cywilne odznaczenie państwowe ustanowione w 1941, przyznawane Panamczykom za znaczące osiągnięcia w dziedzinie nauki, sztuki i literatury, oraz cudzoziemcom zasługującym na wyróżnienie nim przez rząd Republiki Panamy.

## Historia i zasady nadawania
Orden de Vasco Núñez de Balboa został ustanowiony 1 lipca 1941 przez Zgromadzenie Narodowe Republiki Panamy jako „odznaczenie państwowe przyznawane obywatelom kraju za znaczące osiągnięcia w dziedzinie nauki, sztuki i literatury, oraz cudzoziemcom zasługującym na wyróżnienie nim przez rząd Republiki Panamy”. Prawo do nadawania orderu otrzymało Ministerstwo Spraw Zagranicznych. Organem zatwierdzającym wnioski o przyznanie odznaczenia jest Kapituła Orderu (Consejo de la Orden), której ex officio przewodniczy minister spraw zagranicznych. W jej skład wchodzą także rektor Uniwersytetu Panamskiego (Universidad de Panamá), prezes Sądu Najwyższego Panamy oraz sekretarz MSZ Panamy (będący zarazem sekretarzem kapituły). Nazwa orderu upamiętnia postać Vasco Núñeza de Balboa, założyciela pierwszej stałej europejskiej kolonii na kontynencie amerykańskim, powstałej na terenie obecnej Panamy.

## Klasy orderu
Order dzieli się na pięć klas:
- Krzyż Wielki Specjalny (Gran Cruz Extraordinaria) – przyznawany głowom państwa i szefom rządu
- Krzyż Wielki (Gran Cruz) – przyznawany ministrom rządu i ambasadorom
- Wielki Oficer (Gran Oficial) – przyznawany m.in. pełnomocnikom ministrów, członkom organów legislacyjnych i wojskowym w randze generalskiej
- Komandor (Comendador) – przyznawany m.in. członkom korpusu dyplomatycznego i wojskowym w randze pułkownika
- Kawaler (Caballero) – przyznawany m.in. członkom korpusu konsularnego oraz zasłużonym naukowcom, twórcom sztuki i literackim

## Insygnia
Odznakę orderu stanowi krzyż ze złoconego srebra o czterech emaliowanych na biało ramionach połączonych zielonym wieńcem laurowym. Na środku awersu krzyża umieszczony jest okrągły, białoemaliowany medalion z profilem Vasco Núñeza de Balboa, otoczonym napisem z nazwą orderu.
Gwiazda orderu składa się z ośmiu wiązek promieni, na które nałożony jest krzyż – odznaka orderu.
Wstążki orderu są koloru purpurowego z usytuowanym centralnie, żółtym paskiem. 
| Baretki Orderu Vasco Núñeza de Balboa | Baretki Orderu Vasco Núñeza de Balboa | Baretki Orderu Vasco Núñeza de Balboa | Baretki Orderu Vasco Núñeza de Balboa | Baretki Orderu Vasco Núñeza de Balboa |
| ------------------------------------- | ------------------------------------- | ------------------------------------- | ------------------------------------- | ------------------------------------- |
| Krzyż Wielki Specjalny                | Krzyż Wielki                          | Wielki Oficer                         | Komandor                              | Kawaler                               |